# Skulpturenpark Magdeburg

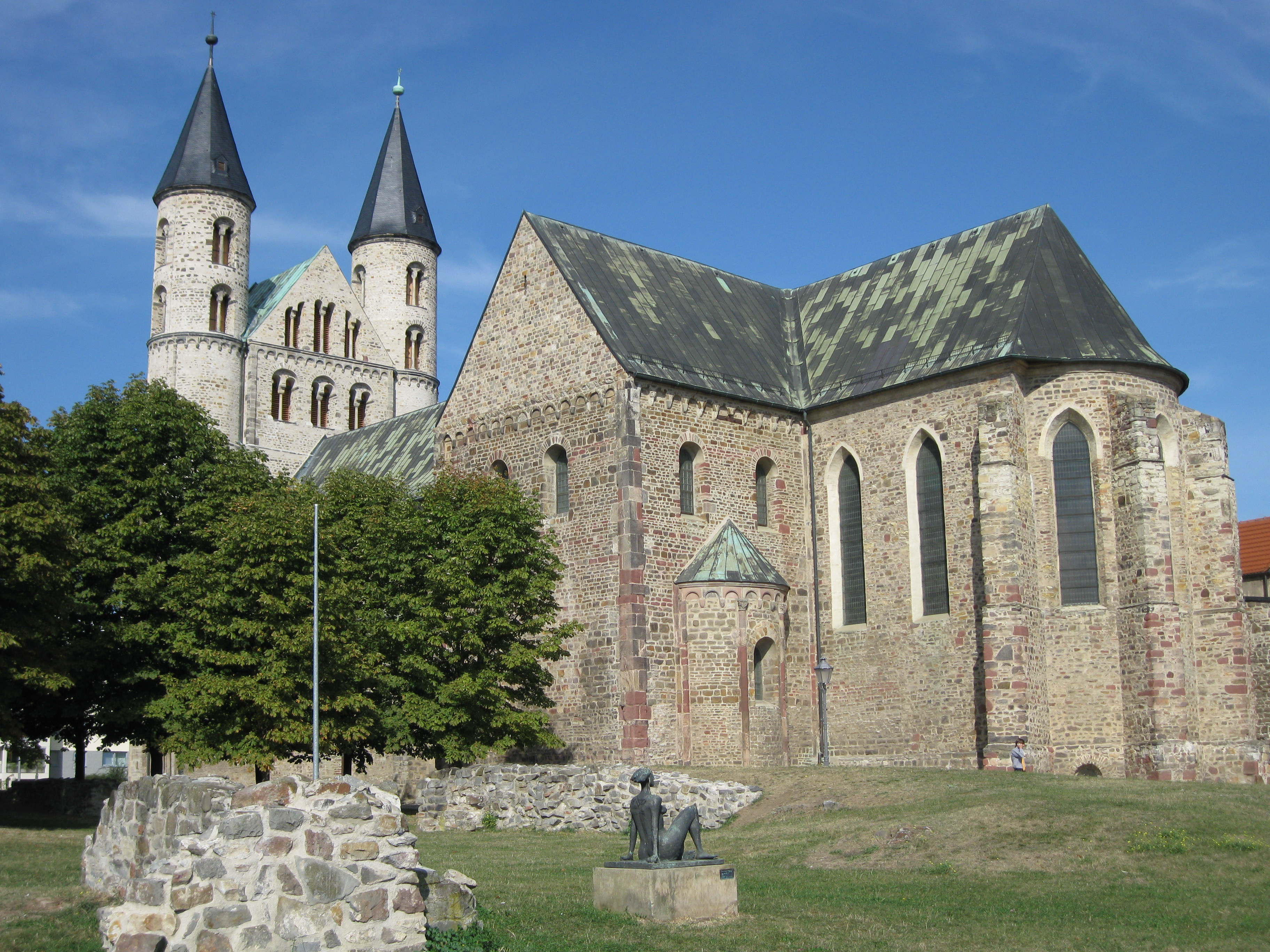
Kloster Unser Lieben Frauen met beeldenpark

Het Skulpturenpark Magdeburg is een beeldenpark, dat de buitencollectie toont van het Kunstmuseum Magdeburg in de Duitse stad Maagdenburg.

## Geschiedenis
Het beeldenpark bevindt zich in de nabije omgeving van Kloster Unser Lieben Frauen aan de Regierungsstraße 4-6, waar het kunstmuseum is gevestigd.
Het park werd in 1989 ingericht, toen de naam van de museumcollectie werd gewijzigd van Nationale Sammlung Kleinplastik der DDR in Nationale Sammlung Plastik der DDR. Aanvankelijk werden de beelden geplaatst in de onmiddellijke omgeving van het klooster, maar het park omvat nu ook het gebied ten noorden van het Hundertwasserhaus, op de oever van de Elbe, van het station Elbebahnhof tot aan de Hubbrücke Magdeburg. De collectie van 1989 wordt nog steeds verder uitgebreid met nieuwe werken, waardoor ook de hedendaagse beeldhouwkunst is vertegenwoordigd. De collectie omvat thans meer dan 40 werken.

## Collectie (selectie)
- Aufsteigender (1966/67) van Fritz Cremer
- Chrysalis (1996/2006) van Ian Hamilton Finlay
- Der Morgen (1987) van Anna Franziska Schwarzbach
- Die heilige Mechthild von Magdeburg (2007/08) van Susan Turcot
- Endzeit (1983) van Helmut Lander
- Große Neeberger Figur (1971/1974 en 1997) van Wieland Förster
- Großer schreitender Mann (1969) van Wieland Förster
- Inborn Power (1970) van René Graetz
- Käthe Kollwitz (1958/1988) van Gustav Seitz
- Lebensgröße Magdeburg (1995) van Heinz Breloh
- Skulptur Gewächshaus (1996/2005) van Johanna Bartl, Wieland Krause en Olaf Wegewitz
- Stehende und Ruhende Gruppe (1979/85) van Sabina Grzimek
- Vertschaupet II (1979/80) van Schang Hutter
- Werra und Saale (1986) van Werner Stötzer

Enkele andere kunstenaars zijn Friedrich B. Henkel en Jenny Mucchi-Wiegmann.

## Fotogalerij

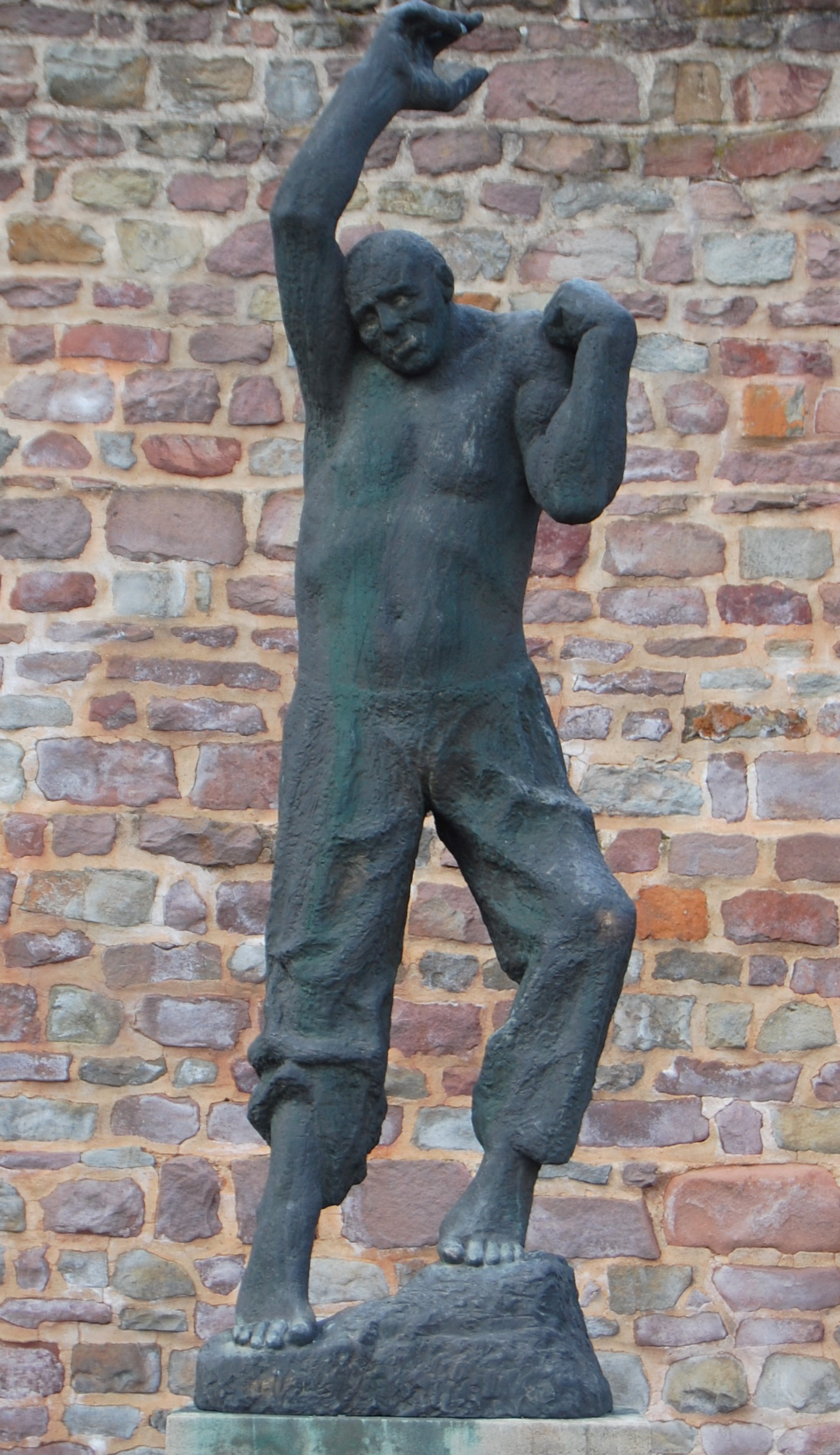
Aufsteigender, Fritz Cremer
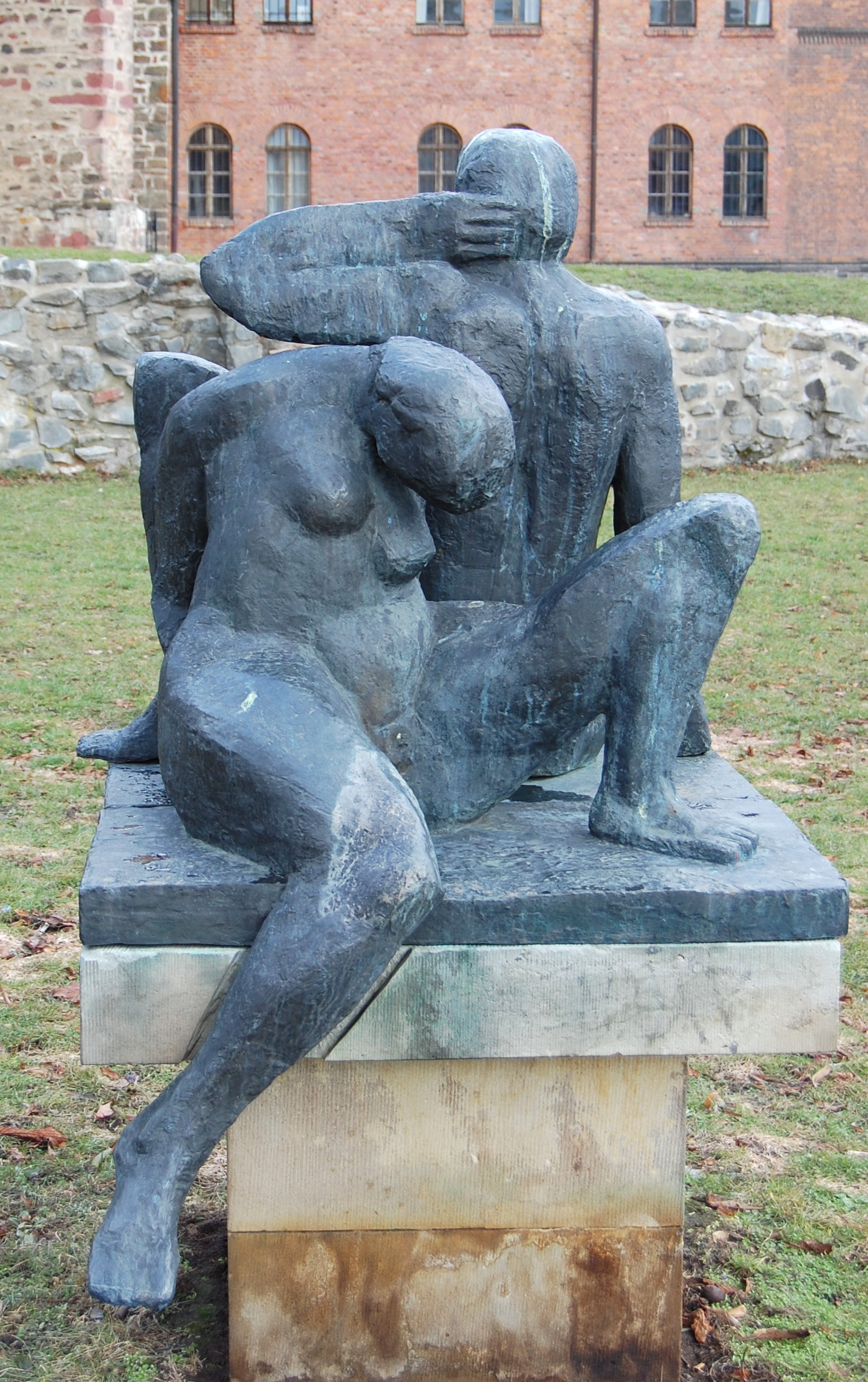
Werra und Saale, Werner Stötzer
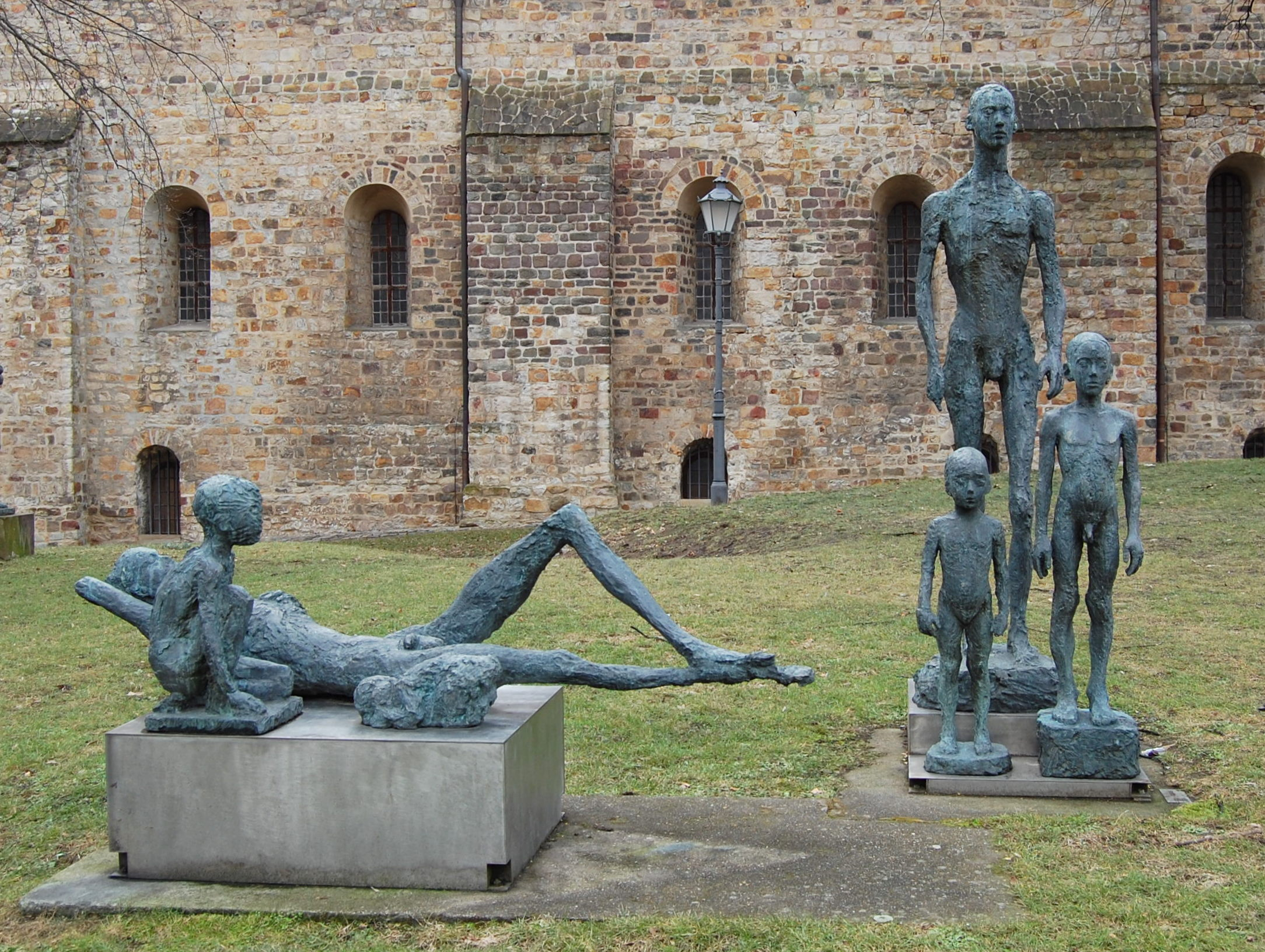
Stehende und Ruhende Gruppe, Sabina Grzimek
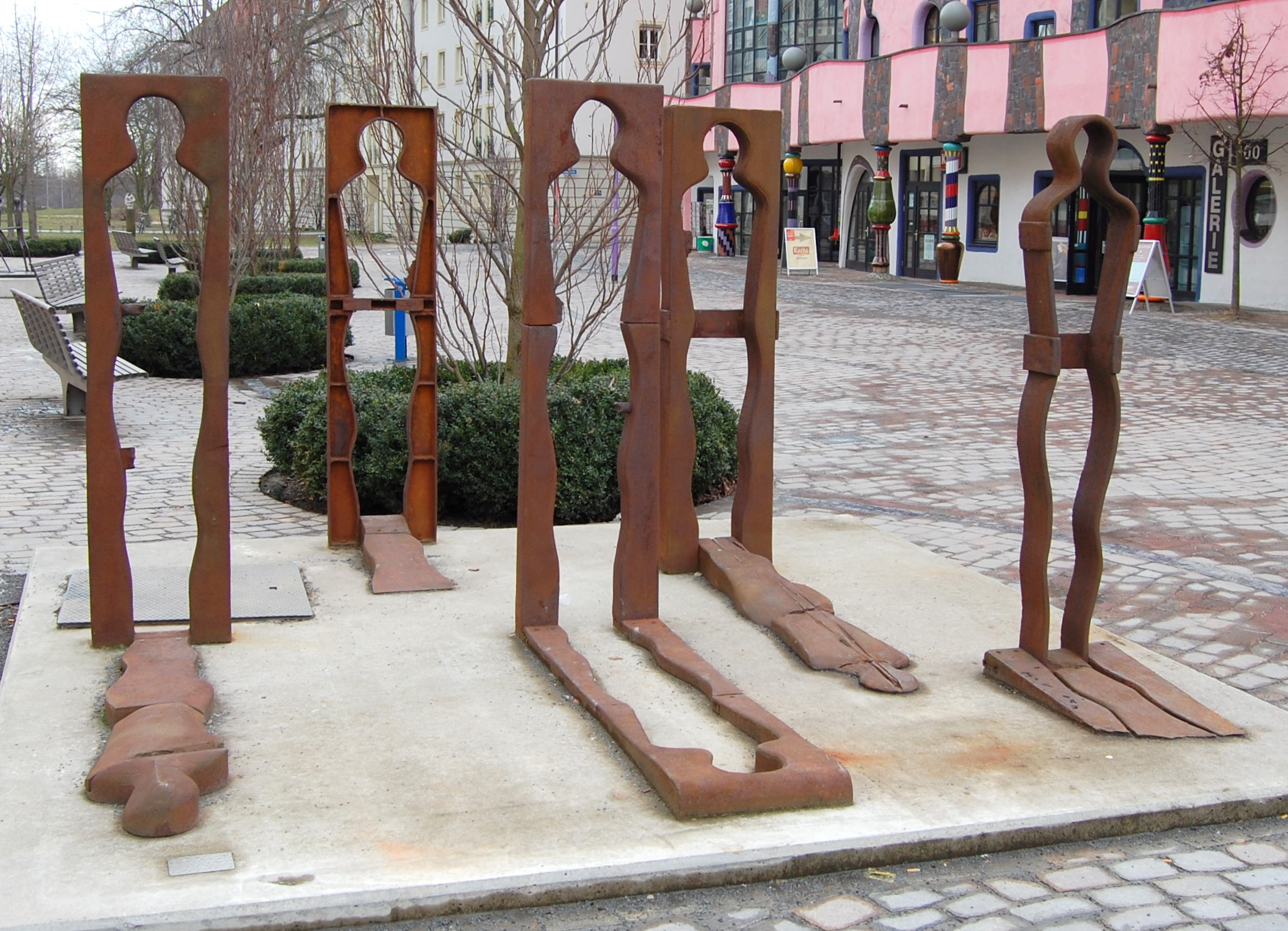
Endzeit, Helmut Lander
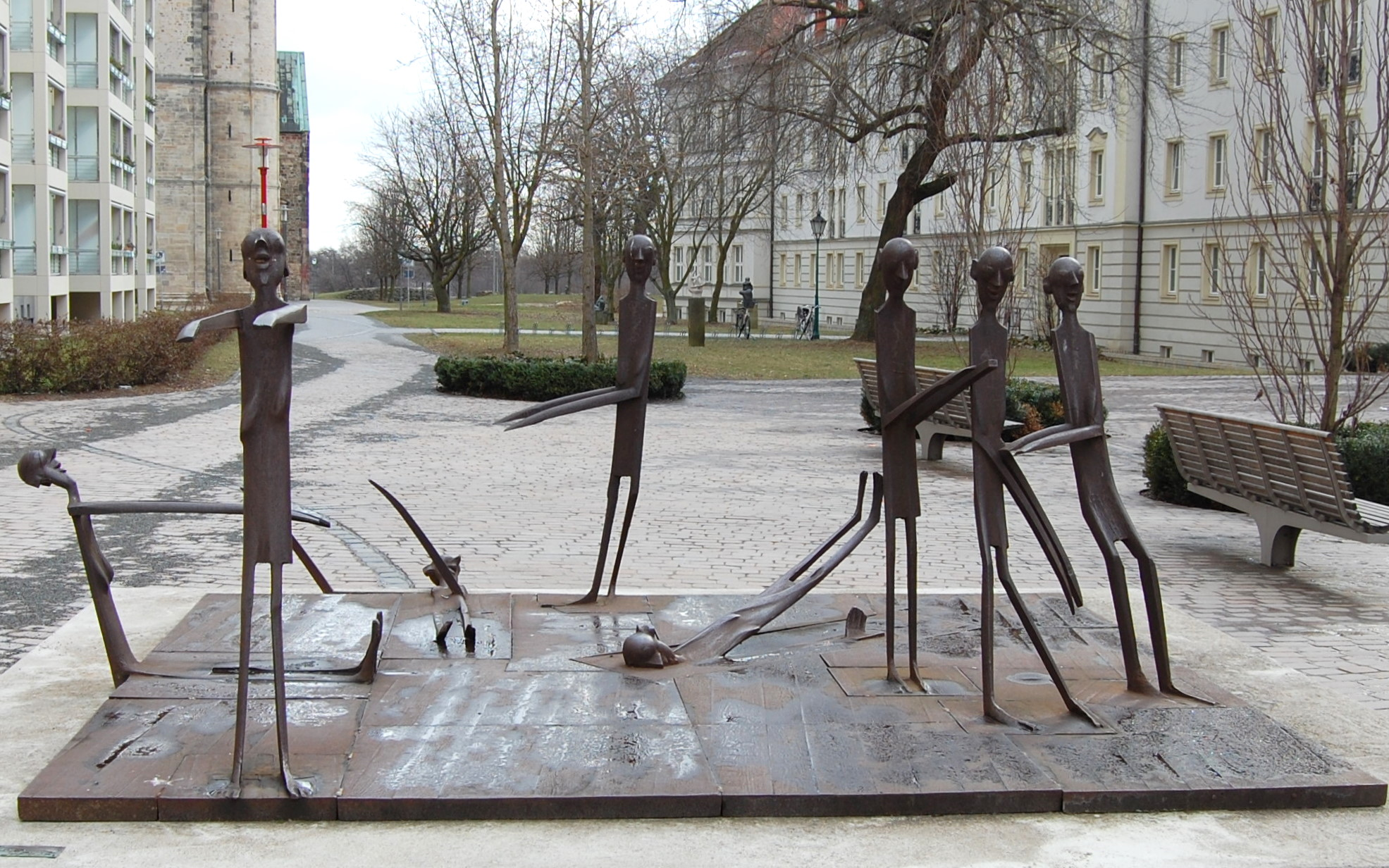
Vertschaupet II, Schang Hutter